# Елизабет фон Близкастел
Елизабет фон Близкастел (на немски: Elisabeth von Blieskastel; † сл. 13 април 1273, погребана в Графентал) е графиня от Близкастел и чрез женитби графиня на Зулц и господарка на Стенай и Бич и графиня на Близкастел.

## Произход
Тя е втората от шестте дъщери на граф Хайнрих фон Близкастел († 1237) и съпругата му графиня Агнес фон Сайн († 1266), наследничка на брат си Хайнрих III фон Сайн († 1247), дъщеря на граф Хайнрих II фон Сайн († 1203) и Агнес фон Зафенберг († 1201).

## Фамилия
∞ 1. пр. 26 март 1238 г. за граф Бертхолд I фон Зулц († 15 май 1253), син на граф Алвиг V фон Зулц († 1235). Те нямат деца.
∞ 2. сл. 26 март 1238 г. за Райналд фон Лотарингия-Бич († ок. декември 1274), господар на Стенай и Бич, граф на Близкастел от фамилията Шатеноа, син на херцог Фридрих II от Лотарингия († 1213) и графиня Агнес (Томасия) от Бар († 1226). Те нямат деца.